# Lourches
Lourches é uma comuna francesa na região administrativa de Altos da França, no departamento do Norte. Estende-se por uma área de 2.65 km². Em 2010 a comuna tinha 3 977 habitantes (densidade: 1 500,8 hab./km²).